# Grosser Preis des Kantons Aargau 2016
Der 53. Grosse Preis des Kantons Aargau 2016 war ein schweizerisches Strassenradrennen im Kanton Aargau. Das Eintagesrennen startete und endete in Gippingen und hatte eine Länge von 188,7 km. Es fand am Donnerstag, dem 9. Juni 2016, stattun gehörte zur UCI Europe Tour 2016 in der Kategorie 1.HC.

## Teilnehmende Mannschaften
| UCI WorldTeams Cannondale Pro Cycling Team IAM Cycling AG2R La Mondiale Lampre-Merida                             | Astana Pro Team Team Katusha BMC Racing Team                   | Trek-Segafredo Orica GreenEdge Team Dimension Data |
| UCI Professional Continental Teams Androni Giocattoli-Sidermec Stölting Service Group Topsport Vlaanderen-Baloise | Bora-Argon 18 Delko Marseille Provence KTM Wanty-Groupe Gobert | Team Roth Gazprom-RusVelo                          |
| UCI Continental Teams Team Vorarlberg                                                                             |                                                                |                                                    |
| Nationalmannschaften Schweiz                                                                                      |                                                                |                                                    |

## Rennergebnis
| #      | Fahrer              | Team                        | Zeit       |
| ------ | ------------------- | --------------------------- | ---------- |
| Sieger | Giacomo Nizzolo     | Trek-Segafredo              | 4h 08' 38" |
| 2.     | Andrea Pasqualon    | Team Roth                   | gl. Zeit   |
| 3.     | David Tanner        | IAM Cycling                 | gl. Zeit   |
| 4.     | Kristian Sbaragli   | Team Dimension Data         | gl. Zeit   |
| 5.     | Matti Breschel      | Cannondale Pro Cycling Team | gl. Zeit   |
| 6.     | Zakkari Dempster    | Bora-Argon 18               | gl. Zeit   |
| 7.     | Magnus Cort Nielsen | Orica GreenEdge             | gl. Zeit   |
| 8.     | Silvan Dillier      | BMC Racing Team             | gl. Zeit   |
| 9.     | Gaëtan Bille        | Wanty-Groupe Gobert         | gl. Zeit   |
| 10.    | Sergei Tschernezki  | Team Katusha                | gl. Zeit   |